# Michael Paré
Michael Kevin Paré, mais conhecido como Michael Paré (Brooklyn, New York, EUA, 9 de outubro de 1958), é um ator estadunidense.

## Biografia

### Origens
Michael Paré nasceu em Brooklyn, New York filho de Joan Paré, dona de casa de ascendência irlandesa e do comerciante Francis Paré, de ascendência franco-canadense. Tem seis irmãs e três irmãos. O pai morreu de leucemia quando Michael tinha cinco anos de idade. Paré estava trabalhando como chef de cozinha em Nova York quando a agente Yvette Bikoff o convenceu a tentar a carreira de ator.  

### Carreira
Seu primeiro papel foi de Tony Villicana na série de TV Super-Herói Americano, em 1981. Chamou a atenção e começou a receber convites para outros trabalhos. Seus papéis mais conhecidos são o de Eddie Wilson nos filmes Eddie and the Cruisers (1983) e Eddie and the Cruisers II: Eddie Lives! (1989) e de Tom Cody em Streets of Fire (1984) e Road to Hell (2008), continuação não-oficial de Streets of Fire. Também se destacam os filmes The Philadelphia Experiment (1984), Moon 44 (1990), Village of the Damned (1995), Bad Moon (1996).
Em 2012, conquistou o prêmio de melhor ator no Pollygrind Film Festival, no filme Road to Hell, onde volta a interpretar papel de Cody, que já havia feito em Streets of Fire.

### Vida pessoal
Foi casado três vezes. Sua atual esposa é Marjolein Booy, uma ex-modelo, com quem é casado desde 1992 e com quem tem seu único filho.

## Filmografia
- Crazy Times (1981) as Harry
- Super-Herói Americano (1981–1983) as Tony Villicana
- Eddie and the Cruisers (1983) as Eddie Wilson
- Undercover (1984) as Max
- Streets of Fire (1984) as Tom Cody
- The Philadelphia Experiment (1984) as David Herdeg
- Space Rage (1985) as Grange
- Instant Justice (1986) as Scott Youngblood
- The Women's Club (1987) as Patrick
- World Gone Wild (1988) as George Landon
- Houston Knights (1987–1988) as Sgt. Joey La Fiamma
- Eddie and the Cruisers II: Eddie Lives! (1989) as Eddie Wilson / Joe West
- Dragonfight (1990) as Moorpark
- Moon 44 (1990) as Felix Stone
- Il sole buio (1990) as Ruggero Brickman
- The Closer (1990) as Larry Freed
- Empire City (1991) as Joey Andre
- Killing Streets (1991) as Chris/Craig Brandt
- The Last Hour (1991) as Jeff
- Into the Sun (1992) as Capt. Paul Watkins
- Blink of an Eye (1992) as Sam Browning
- Sunset Heat (1992) as Eric Wright
- Point of Impact (1993) as Jack Davis
- Deadly Heroes (1993) as Brad Cartowski
- Warriors (1994) as Colin Neal
- Carver's Gate (1995) as Carver
- Lunarcop (1995) as Joe Brody
- Village of the Damned (1995) as Frank McGowan
- Triplecross (1995) as Teddy 'T.C' Cooper
- The Dangerous (1995) as Random
- Raging Angels (1995) as Colin
- The Colony (1996) as Alec Harken
- Coyote Run (1996) as Pershing Quinn
- Bad Moon (1996) as Uncle Ted
- Merchant of Death (1997) as Jim Randell
- 2103: The Deadly Wake (1997) as Tarkis
- Strip Search (1997) as Robby Durrell
- Falling Fire (1997) as Daryl Boden
- Hope Floats (1998) as Bill Pruitt
- Back to Even (1998) as Boyle
- October 22 (1998) as Gary
- The Virgin Suicides (1999) as Adult Trip Fontaine
- Men of Means (1999) as Rico 'Bullet' Burke
- Peril (2000) as Vincent
- Sanctimony (2000) as Jim Renart
- Space Fury (2000) as Konrad
- A Month of Sundays (2001) as Tomas McCabe
- Red Serpent (2002) as Steve Nichols
- Blackwoods (2002) as Sheriff Harding
- Heart of America (2002) as Will Prat
- Fate (2003) as Detective Cody Martin
- Starhunter (2000–2003) as Dante Montana
- Cold Case (2004) as Randy Price
- Gargoyle (2004) as Ty "Griff" Griffin
- Crash Landing (2005) as Captain Williams
- Komodo vs. Cobra (2005) as Mike A. Stoddard
- BloodRayne (2005) as Iancu
- Furnace (2006) as Detective Michael Turner
- Saurian (2006) as Jace Randall
- South Beach (2006) as Charlie Evans
- Seed: Assassino em Série (2007) as Detective Matt Bishop
- Polycarp (2007) as Detective Barry Harper
- Postal (2007) as Panhandler
- BloodRayne II: Deliverance (2007) as Pat Garrett
- Dark World (2008) as Harry
- Ninja Cheerleaders (2008) as Victor Lazzaro
- 1968 Tunnel Rats (2008) as Sergeant Vic Hollowborn
- 100 Feet (2008) as Mike Watson
- Road to Hell (2008) as Tom Cody
- Alone in the Dark II (2008) as Willson
- Far Cry (2008) as Paul Summers
- The Perfect Sleep (2009) as Officer Pavlovich
- 1968: Tunnel Rats - Behind the Scenes (2009) as Sergeant Vic Hollowborn
- Direct Contact (2009) as Clive Connelly
- Rampage (2009) as Sheriff Melvoy
- Cool Dog (2009) as Dean Warner
- Job (2010) as Detective Remar
- Amphibious 3D (2010) as Jack Bowman
- Room and Board
- Blubberella
- Bloodrayne: The Third Reich as Ekart Brand
- The Lincoln Lawyer as Detective Kurlen
- House (2011 tv show)
- Gone as Lt. Ray Bozeman
- Leverage (2012) as FBI Special Agent Dennis Powell (Season 4: Episode 17)

## Prêmios e indicações

### Prêmios
Pollygrind Film Festival
- Melhor Ator: 2012